# اوفینگاویر
اوفینگاویر (به هلندی: Offingawier) یک منطقه‌ی مسکونی در هلند است که در سودوست-فریسلان واقع شده‌ است. اوفینگاویر ۲۰۵ نفر جمعیت دارد.